# Podtynie

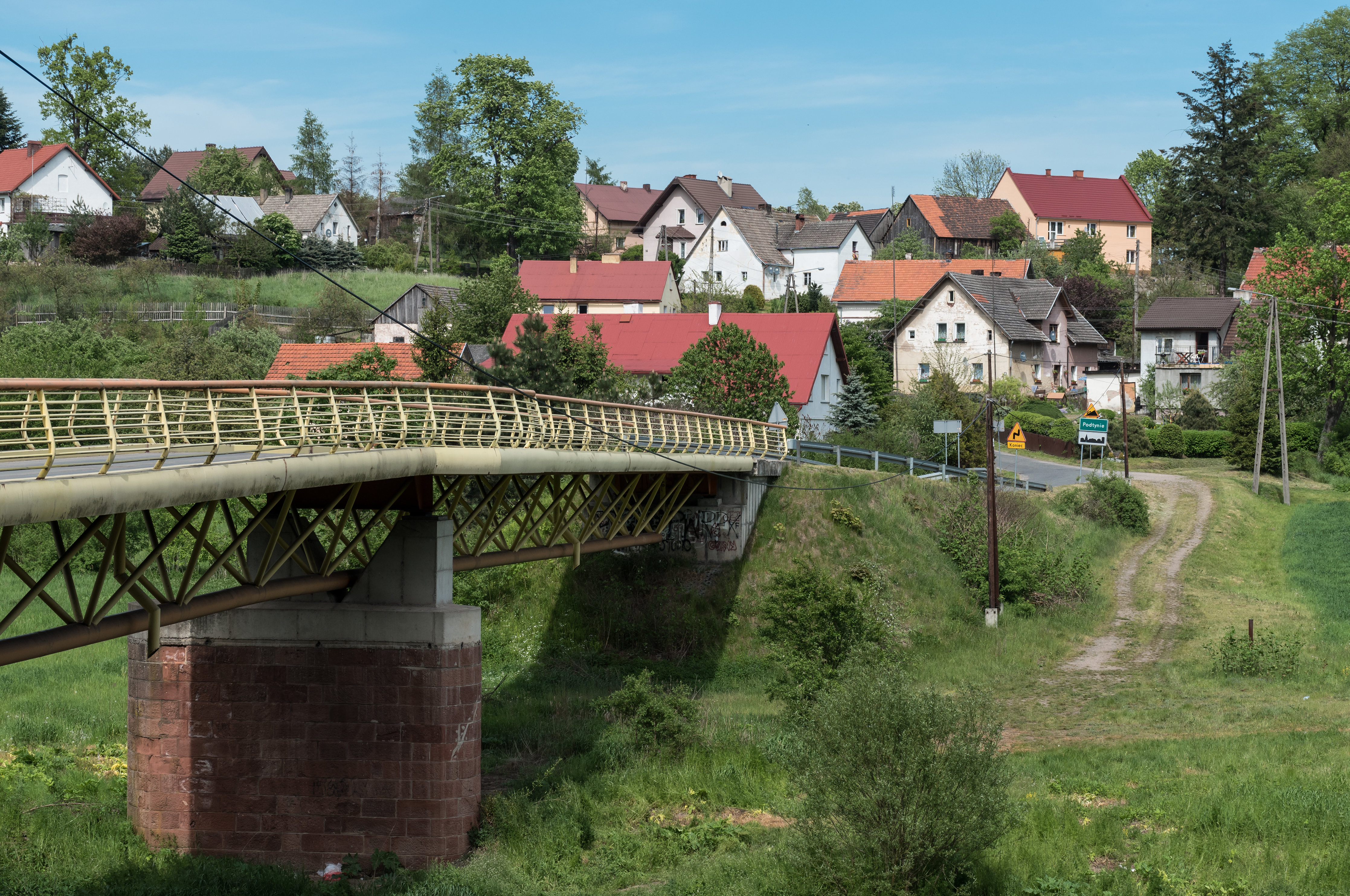
Gesamtansicht mit Brücke

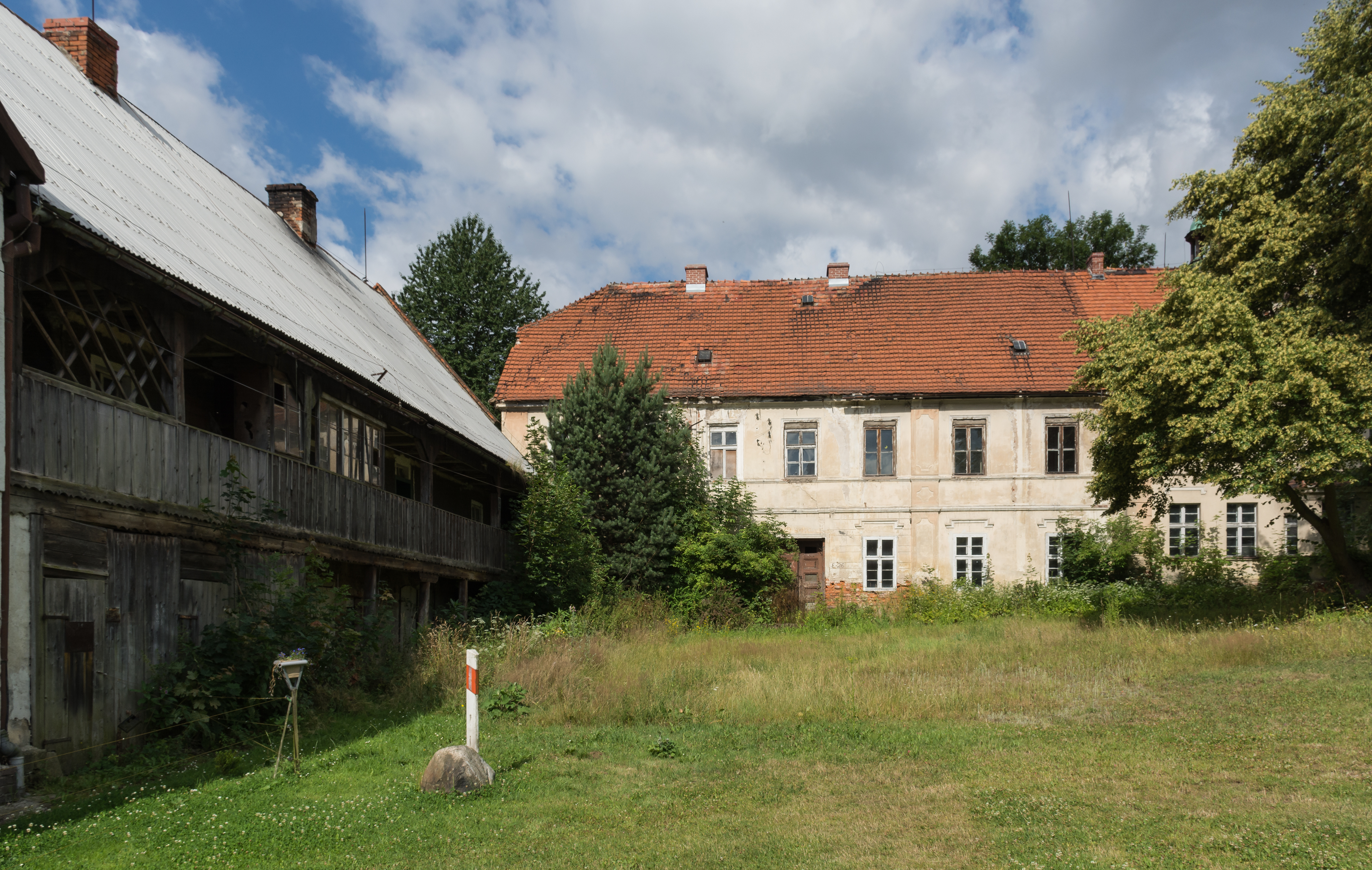
Historisches Vorwerk mit ruinösem Schloss Poditau

Podtynie (deutsch Poditau; 1937–1945: Neißgrund) ist ein Ort in der Landgemeinde Kłodzko im Powiat Kłodzki der Wojewodschaft Niederschlesien in Polen. Es liegt sechs Kilometer nördlich von Kłodzko (Glatz).

## Geographie
Podtynie liegt im Warthagebirge (polnisch Góry Bardzkie) am linken Ufer der Glatzer Neiße. Nachbarorte sind Morzyszów (Morischau) im Norden, Bardo Śląskie (Wartha) im Nordosten, Boguszyn (Friedrichswartha) im Südosten, Ławica (Labitsch) im Südwesten, Młynów (Mühldorf) im Westen und Wojbórz (Gabersdorf) im Nordwesten. Der 459 m hohe Strażnik (Wachberg) liegt nordöstlich.

## Geschichte
Poditau ist mit einem Bernhard von „Podytyn“, der vermutlich dem Adelsgeschlecht Pannwitz entstammte, für 1342 erstmals belegt. Weitere Schreibweisen waren „Podetyn“ (1344), „Podintyn“ (1377), „Podetin“ (1382), „Poditaw“ (1419), „Podietin“ (1477) und Poditau (1747). Es gehörte von Anfang an zum böhmischen Glatzer Land, mit dem es die Geschichte seiner politischen und kirchlichen Zugehörigkeit von Anfang an teilte.
Nach dem Ersten Schlesischen Krieg 1742 und endgültig mit dem Hubertusburger Frieden 1763 fiel Poditau zusammen mit der Grafschaft Glatz an Preußen. 1788 gelangte es an einen Herrn Gläser auf Scheibe. Damals befand sich im Ort ein Vorwerk sowie 21 Gärtner und Häusler, die Einwohnerzahl betrug 110. Nach der Neugliederung Preußens gehörte Poditau ab 1815 zur Provinz Schlesien und wurde 1816 dem Landkreis Glatz eingegliedert, mit dem es bis 1945 verbunden blieb. Ab 1874 gehörte Poditau zusammen mit den Landgemeinden Friedrichswartha, Hassitz, Labitsch und Morischau zum Amtsbezirk Labitsch (Neißenfells) bzw. Hassitz. 1937 wurde es in Neißgrund umbenannt. 1939 wurden 181 Einwohner gezählt.
Als Folge des Zweiten Weltkriegs fiel Poditau/Neißgrund 1945 wie fast ganz Schlesien an Polen und wurde in Podtynie umbenannt. Nachfolgend wurde die deutsche Bevölkerung vertrieben. Die neu angesiedelten Bewohner waren teilweise Zwangsumgesiedelte aus Ostpolen, das an die Sowjetunion gefallen war. 1975–1998 gehörte Podtynie zur Woiwodschaft Wałbrzych (Waldenburg).

## Persönlichkeiten
- Rudolf Krause (* 1939), Pädagoge und Politiker, erster Innenminister Sachsens nach der Wiedervereinigung